# Filip Daems
Pour les articles homonymes, voir Daems.
Filip Daems, né le 31 octobre 1978 à Turnhout, est un footballeur international belge. Il évolue au poste de défenseur jusqu'à sa retraite en 2017.

## Carrière[2]
Après avoir joué dans les équipes de jeunes d'Alberta Geel et de Verbroedering Geel, il évolue pour le club du Lierse SK de 1998 à 2001. Il joue ensuite pour le club turc de Gençlerbirliği. 
En 2004, il est transféré au club allemand du Borussia Mönchengladbach.
Filip Daems reçoit sept sélections en équipe de Belgique entre 2004 et 2009.

## Palmarès
- Lierse SK
  - Vainqueur de la Coupe de Belgique en 1999
  - Vainqueur de la Supercoupe de Belgique en 1999

- Borussia Mönchengladbach
  - Champion de 2. Liga en 2008